# Bădislava
Bădislavaⓘ – wieś w Rumunii, w okręgu Ardżesz, w gminie Tigveni. W 2011 roku liczyła 111 mieszkańców.